# モロッコ海軍艦艇一覧
モロッコ海軍艦艇一覧（モロッコかいぐんかんていいちらん）は、モロッコ海軍が過去保有した、または現在保有する、または将来保有する予定の、未完成・計画中止を含めた歴代艦艇一覧である。
凡例

## 現有勢力
（2024年現在）
- 国防予算：64億1,000万ドル[1]
- 海軍人員：6,300名[1]
- 艦船隻数：67隻（排水量20t以上）[1]

フリゲート×7
ムハンマドVI世
ほか
ミサイル艇×4
哨戒艦×1
哨戒艇×44
戦車揚陸艦×1
中型揚陸艦×3
揚陸艇×2
海洋観測艦×1
測量/調査艇×1
補給支援艦×2
練習艇×1
- 航空機数：5機

艦載ヘリコプター×3
陸上固定翼機×2
- コースト・ガード：船艇13隻[1]

## 艦艇一覧（近代海軍以前 -

### 蒸気航走艦
- El Hassaneh - 1882年、1門
- Noor El Bahr - ??年、??門

## 艦艇一覧（近代海軍 -

### 水上戦闘艦

#### 巡洋艦
草創期の巡洋艦
- Es Sid el Turki - 1隻

#### フリゲート
- 仏フロレアル級 - 2隻

ムハンマドV世 (611 Mohammed V)
ハサンII世 (612 Hassan)
- 仏アキテーヌ級 - 1隻

モハマド6世 (701 Mohammed VI)

#### コルベット
- 西デスクビエルタ級 - 1隻

テニエンテコロネル・エラマニ (501 Teniente Coronel Errahmani)
- 蘭10513型 - 1隻

ターリク・ベン＝ズィヤード (613 Tarik Ben Ziyad)
- 蘭9813型 - 2隻

スルターン・ムーラーイ・イスマーイール (614 Sultan Moulay Ismail)
アラル・ベン・アブダラー (615 Allal Ben Abdellah)

### 両用戦艦艇

#### 揚陸艦艇
- 旧・米ニューポート級 - 1隻

シディ・モハメド・ベン・アブダラ (407 Sidi Mohammed Ben Abdellah) ※旧・『ブリストル・カウンティ (LST-1198 Bristol County)』
- 仏シャンプレーン級 - 3隻

ダウド・ベン・アイチャ (402 Daoud Ben Aicha)
アーメド・エス・サカリ (403 Ahmed Es Skali)
アバウ・アブダラ・エル・アヤシ (404 Abou Abdallah El Ayachi)

#### 輸送艦艇
輸送艦
- Sidi El Turki - 1隻

### 哨戒艦艇

#### 哨戒・警備艦艇
哨戒艦
- 蘭オスプレイ 55級 - 4隻

エル・ラシク (308 El Lahiq)
エル・タウィク (309 El Tawfiq)
エル・ハミス (316 El Hamiss)
エル・カリド (317 El Karib)
- ライス・バルガチ級(OPV-64型) - 5隻

ライス・バルガチ (318 Raïs Bargach)
ライス・ブリテル (319 Raïs Britel)
ライス・シャルカーウィー (320 Raïs Charkaoui)
ライス・マニノー (321 Raïs Maaninou)
ライス・アル・モウナスティリ (322 Raïs Al Mounastiri)
- ビラ・アンザラン級(OPV-70型) - 1隻(3隻建造中)

ビラ・アンザラン (341 Bir Anzaran)
ミサイル艇
- 西ラザガ級 - 4隻

エル・カッタビ (304 El Khattabi)
コマンダント・ボウトウバ (305 Commandant Boutouba)
コマンダント・エル・ハーティ (306 Commandant El Harty)
コマンダント・アザウガル (307 Commandant Azouggarh)
漁業監視船
- 仏・曳船『鳥』級 - 1隻

Vanneau - 1隻